# Ventimiglia
Ventimiglia (lokalni intemelijski dijalekt: Ventemija, genovski dijalekt: Vintimìggia, francuski: Vintimille, latinski: Album Intimilium, Albintimilium) je grad u Liguriji koji se nalazi blizu granice s Francuskom.

## Zemljopis
Ventimiglia se nalazi na mjestu gdje rijeka Roia ulazi u more. Ovdje vlada blaga mediteranska klima, koju jedino povremeno remeti vjetar tramontana koji puše s doline rijeke Roie.

## Povijest
Današnja Ventimiglia je bila bivše glavno mjesto ligurskog plemena Intemelii, koji su se dugo odupirali rimskim nasrtajima i koje je porazio Skauro tek 115. pr. Kr. Godine 69., mjesto pljačkaju vojska Otona i Vitelija, ali se brzo oporavlja i uskoro biva opasan zidinama.
U gotskom ratu mjesto opsjedaju Bizant i Goti, a kasnije ga napada i lombardski kralj Rotari. Mjesto ponovno doživljava procvat za vrijeme Rodoalda. U 10. stoljeću napadaju ga Saraceni.
Prvi grof Ventimiglije bio je Konrad, sin Berengara II. Godine 1139., Genova je napala i zauzela ovo mjesto. Tijekom genovske vladavine izbilo je nekoliko pobuna protiv vlasti. Tijekm povijesti Ventimigliju su privremeno držali Savojci (1389. i 1746.), te Ladislav Napuljski (1410.).

## Vanjske poveznice
- (tal.)Turističke i ostale informacije  Arhivirana inačica izvorne stranice od 5. srpnja 2008. (Wayback Machine)